# Ilia Russo
Ilia Russo (* 1. Juli 1986 in Wizebsk, Belarussische SSR, Sowjetunion) ist ein belarussischer Profitänzer (lateinamerikanische Tänze).

## Leben
Russo tanzt seit 1995. Er startete als Amateur für Belarus und später für die Slowakei. Von 2007 bis 2010 tanzte er mit Maria Albert, zunächst weiter für die Slowakei, später dann in der S-Klasse Latein im Ahorn-Club TSA im PSV Berlin. Von Ende 2010 bis Mitte 2011 tanzte er mit Marina Sergeeva im Casino-Tanzsportclub Baden-Baden.
Ab Ende 2011 tanzte Russo mit Oxana Lebedew, mit der er auch verheiratet, seit 2016 aber getrennt ist. Das Paar startete für den Deutschen Professional Tanzsportverband.
2015 machte Russo sein Abitur an einem Wirtschaftsgymnasium in Baden-Baden. Er studiert Bauingenieurwesen am Karlsruher Institut für Technologie.
2016 nahm Ilia Russo an der neunten Staffel der RTL-Tanzshow „Let’s Dance“ teil, in der er mit der österreichischen Schauspielerin Sonja Kirchberger tanzte. Wegen eines Hexenschusses musste er vor der vierten Sendung ausscheiden.
Privat war er mit Nastassja Kinski liiert, die er während der neunten Staffel von „Let’s Dance“ kennenlernte, an der Kinski mit Christian Polanc als Tanzpartner teilnahm.

## Erfolge
- 1. Platz Deutsche Meisterschaft Latein der Professionals, 2014[1]
- 2. Platz Deutsche Meisterschaft Latein der Professionals, 2012, 2013, 2015[1]